# Malmö Akvavit
Malmö Akvavit produceras i Malmö av företaget Symposion International AB. Smaksättningen utgörs av kummin och citron. I Slottsträdgården, som ligger i centrala Malmö, odlas den kummin som används till kryddningen.

## Historik
Malmö Akvavit skapades i augusti 2004 då ett trettiotal representanter ur Malmös näringsliv, kulturliv, politikerkår och restaurangnäring träffades för att dra en lans för malmöregionen. För att förstärka den regionala profilen behövdes en egen dryck och denna skulle vara en akvavit.
Måndagen den 4 oktober 2004 lanserades Malmö Akvavit på Systembolaget.

## Smaksättning
Konsten att krydda brännvin har gamla anor, det vittnar inte minst de olika recepten i Cajsa Wargs berömda kokbok från 1755 om. Vanligt förekommande kryddor är bland annat dill, kummin, malört, johannesört, stjärnanis och pors. Även bär, blad och frukter används. 
Malmö Akvavit är smaksatt med en bas av kummin som fått en aning citrus på toppen. På så sätt skapades en traditionell akvavit som, enligt upphovsmännen i Sällskapet Malmö Akvavit, också matchar den nya tidens matlagning och levnadsvanor. Malmö Akvavit passar alltså både till sillar, kräftor och sushi. 

## Kan numera köpas i hela Sverige
Malmö Akvavit ingår i Systembolagets Beställningssortiment och kan beställas hos alla butiker och ombud i hela Sverige.
Malmö Akvavit är en genuint malmöitisk produkt och ingick därför tidigare i Systembolagets s.k. regionala sortiment (landskapsvis). Dessa avskaffades våren 2007 och varorna flyttades över till Beställningssortimentet. 
Ett EU-direktiv tillåter att producenter av alkoholhaltiga drycker (vinbönder m.fl.) skall kunna sälja sina produkter "hemifrån". I "svensk översättning" betyder det "den Systembolagsbutik som ligger närmast hemifrån". Vad gäller Malmö Akvavit är det butiken i Hansa i Malmö. Där finns alltså flaskorna på lager och kan köpas direkt från hyllan.
Under hösten 2009 införde Systembolaget på försök beställning via internet, till en början i Malmö och Uppsala. Följ utvecklingen på www.systembolaget.se

## Stipendium
För varje såld flaska Malmö Akvavit avsätts tre kronor till en särskild fond. Ur fonden utbetalas årligen ett stipendium för en förtjänstfull insats inom området mat och dryck inom regionen.
Tidigare vinnare: 
2005: Bengt-Olof "BoA" Andersson, Mat & Dryckesprofil
2006: Peter J Skogström, Årets Kock 2006
2007: Ulf Buxrud, Författare & Dryckesprofil
2008: Wilhelm Pieplow, Kock och krögare: Restaurang Årstiderna i Kockska huset i Malmö
2009: Anders Fagerström, Journalist, mat- och dryckesskribent i Sydsvenskan
2010: Tareq Taylor, kock, krögare och tv-personlighet
2011: Nina Christensson, krögare och entreprenör
2012: Jan Hedh, konditor, chokladmästare och författare
2013: 
2014: Marie Skogström, dessertmästare